# Watermolen te Walem
De Watermolen te Walem (ook: Walemmolen) is een voormalige watermolen in de tot de Oost-Vlaamse gemeente Wortegem-Petegem behorende plaats Wortegem, gelegen aan Boeregemstraat 33.
Deze onderslagmolen op de Zoubeek (of: Walembeek) fungeerde als korenmolen en oliemolen.

## Geschiedenis
De molen was in bezit van de Sint-Pietersabdij te Gent en werd al in 1450 schriftelijk vermeld. Hij maakte deel uit van het Hof te Walem. Al in 966 zou sprake zijn van een watermolen op deze plaats.
Het waterrad werd in 1955 verwijderd, evenals een groot deel van het binnenwerk. In de jaren na 1965 werd het molenhuis gerenoveerd en werd in gebruik genomen als woonhuis. Enkele restanten van het molenbedrijf zijn aan de watergevel nog aanwezig.